# Ruta Nacional 20 (Argentina)
La Ruta Nacional 20 es una carretera argentina que une las provincias de Córdoba con la de San Luis y la de San Juan. Sus extremos son la Plaza Mayor Francisco de Arteaga, más conocida como la Rotonda del Ala, en la ciudad de Córdoba y finaliza en la Av. de Circunvalación, en la ciudad de San Juan, en la provincia homónima. Se encuentra totalmente pavimentada y su extensión es de 582 km.
Esta ruta tuvo dos trazados diferentes.
Originariamente cruzaba por la región de Los Gigantes, Taninga, Los Túneles y por la Reserva Natural Chancaní, en la provincia de Córdoba hasta el límite con la provincia de La Rioja (Chepes) y luego Caucete en San Juan (en el mapa, trazado en verde). Luego su traza fue cambiada manteniendo actualmente el trazado marcado en rojo.
A poco de iniciar su derrotero, esta ruta se encuentra interrumpida entre el empalme con la Ruta Nacional 38 y RP C-45 (en jurisdicción de la ciudad de Malagueño - km 26) y la ciudad de Villa Dolores (km 198), en la provincia de Córdoba, por lo que este trayecto se realiza por rutas provinciales, como la  RP 34 , más conocida como Camino de las Altas Cumbres, la  RP 14  o la  RP C-45 .

## Historia
En el plan original de numeración de rutas nacionales del 3 de septiembre de 1935 la Ruta Nacional 18 se extendía entre Concordia y el Paso de los Piuquenes, entre la Provincia de San Juan y la vecina república de Chile, si bien el tramo más occidental fue el construido en 1927 que mediante un camino de cornisa unía la Ciudad de San Juan y Calingasta. El tramo al oeste de la última localidad nunca se construyó.
En el año 1943 la Dirección Nacional de Vialidad efectuó un cambio de numeración de las rutas nacionales, por el que la Ruta Nacional 18 se reducía a la Provincia de Entre Ríos, mientras que el resto se repartía entre la Ruta Nacional 19 (al este de la ciudad de Córdoba) y la Ruta Nacional 20 (al oeste de dicha ciudad).
La traza actual data de 1979, recorriendo parte de las siguientes rutas: ex-Ruta Nacional 146 desde Villa Dolores a Luján, ex-Ruta Provincial 6 desde Luján al paraje La Chañarienta (tramo pavimentado a mediados de la década de 1980) y la ex-Ruta Nacional 147 desde este paraje hasta Caucete. Además se agregó el Camino de las Altas Cumbres en la Provincia de Córdoba que se nacionalizó el 19 de octubre de 1976. El año siguiente la Dirección Nacional de Vialidad comenzó a construir la nueva traza del camino para reemplazar la inaugurada el 22 de octubre de 1918, también conocido como el Camino de los Puentes Colgantes, con la denominación actual Ruta Provincial 14. En 1987 se finalizó la pavimentación de la Ruta Nacional 20 ente Mina Clavero y Puesto Bustos. Este camino volvió a jurisdicción provincial en 1997 ya que la Ley 8659 de la Provincia de Córdoba sancionada el 11 de diciembre de 1997 ratificó el convenio de transferencia del tramo entre Puesto Bustos y el empalme con la Ruta Provincial 14 en Mina Clavero entre la Dirección Nacional de Vialidad y su par provincial con fecha 13 de junio del mismo año, cambiando su denominación a Ruta Provincial 34. De acuerdo a la Ley Provincial 9014 aprobada el 24 de abril de 2002 la denominación actual de este tramo es Ruta Jorge Raúl Recalde.
Dentro de la ciudad de Córdoba la traza de la ruta incluye varias avenidas culminando en la Avenida Fuerza Aérea Argentina. Al salir de la zona urbana, luego de cruzar la vía de circunvalación de la capital cordobesa, comienza la autopista.
La autopista entre Córdoba y Villa Carlos Paz fue construida entre los años 1972 y 1978 y tiene el nombre de Ingeniero Justiniano Allende Posse (Decreto 2553 del 22 de septiembre de 1983), en honor al ingeniero de ese nombre que dirigió Vialidad Nacional en la década de 1930.

## Ciudades
Las ciudades y pueblos por los que pasa esta ruta de este a oeste son los siguientes (los pueblos entre 500 y 5000 hab. figuran en itálica).

### Provincia de Córdoba
Recorrido: 215 km (kilómetro 0-215).
- Departamento Capital: Córdoba (kilómetro 0-12).

- Departamento San Javier: Villa Dolores (km 198).

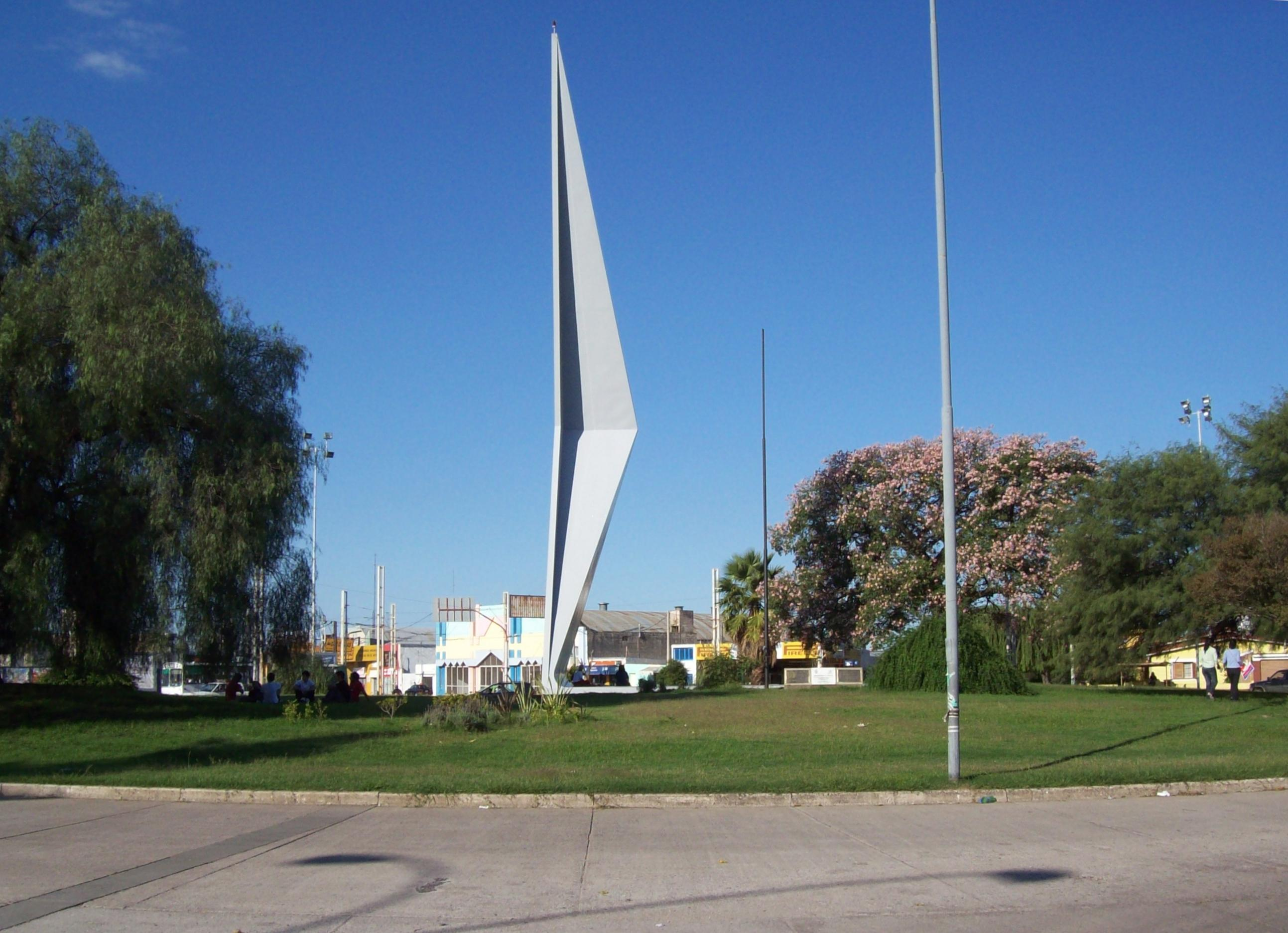
La "Rotonda del Ala", localizada dentro de Córdoba Capital (el tramo intraurbano se designa Avenida Fuerza Aérea), marca el nacimiento de esta carretera.

### Provincia de San Luis
Recorrido: 199 km (km 215-414).
- Departamento Junín: no hay localidades de más de 500 hab.

- Departamento Ayacucho: Quines (km 263-267) y Luján (km 284).

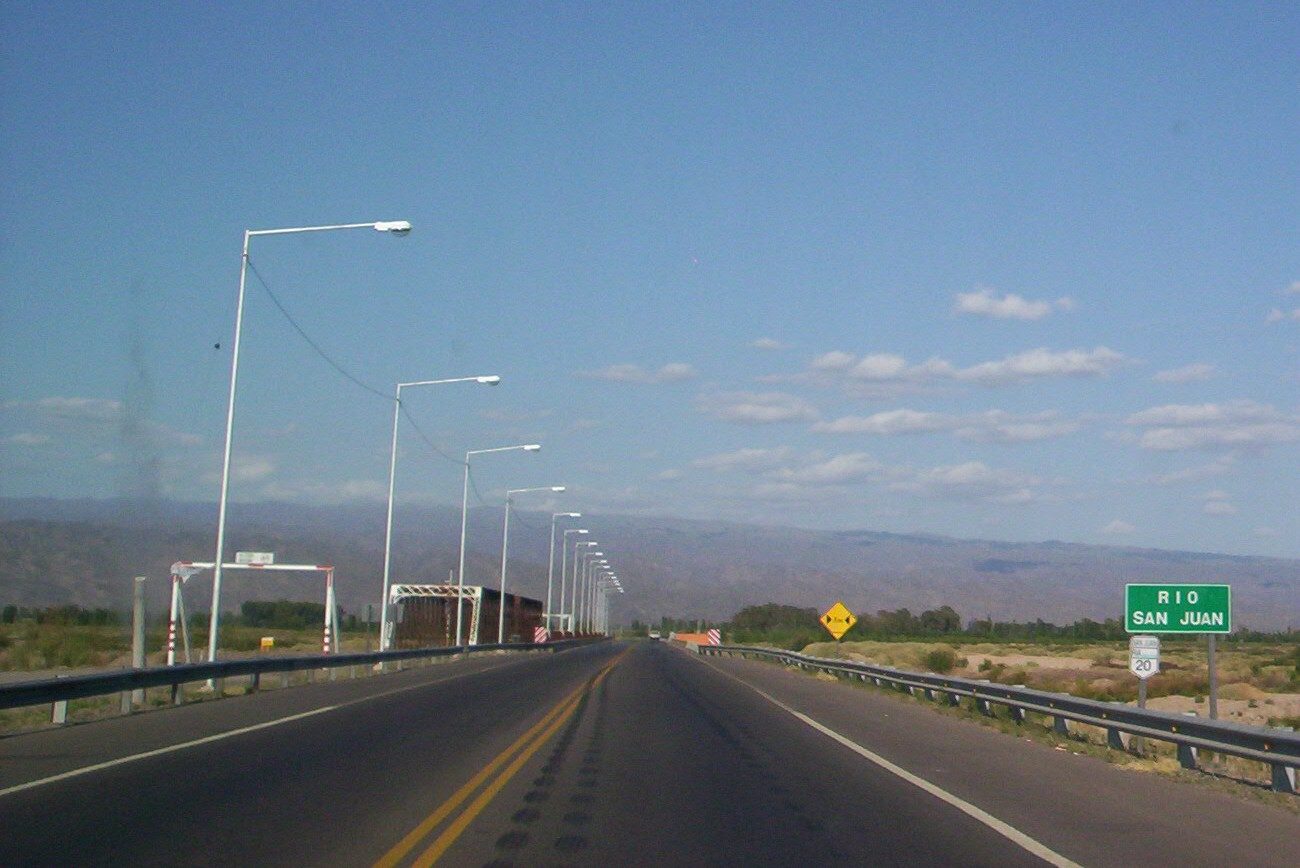
La ruta 20 en su paso por el río San Juan, en la provincia homónima.

### Provincia de San Juan
Recorrido: 168 km (km 414-582).
- Departamento Veinticinco de Mayo: Encón (km 470)

- Departamento Caucete: Pie de Palo (km 550), Caucete (km 555-558) y Villa Independencia (km 561).

- Departamento Nueve de Julio: no hay localidades de más de 500 hab.

- Departamento Santa Lucía: Santa Lucía (km 578).

## Vieja traza de la Ruta Nacional 20

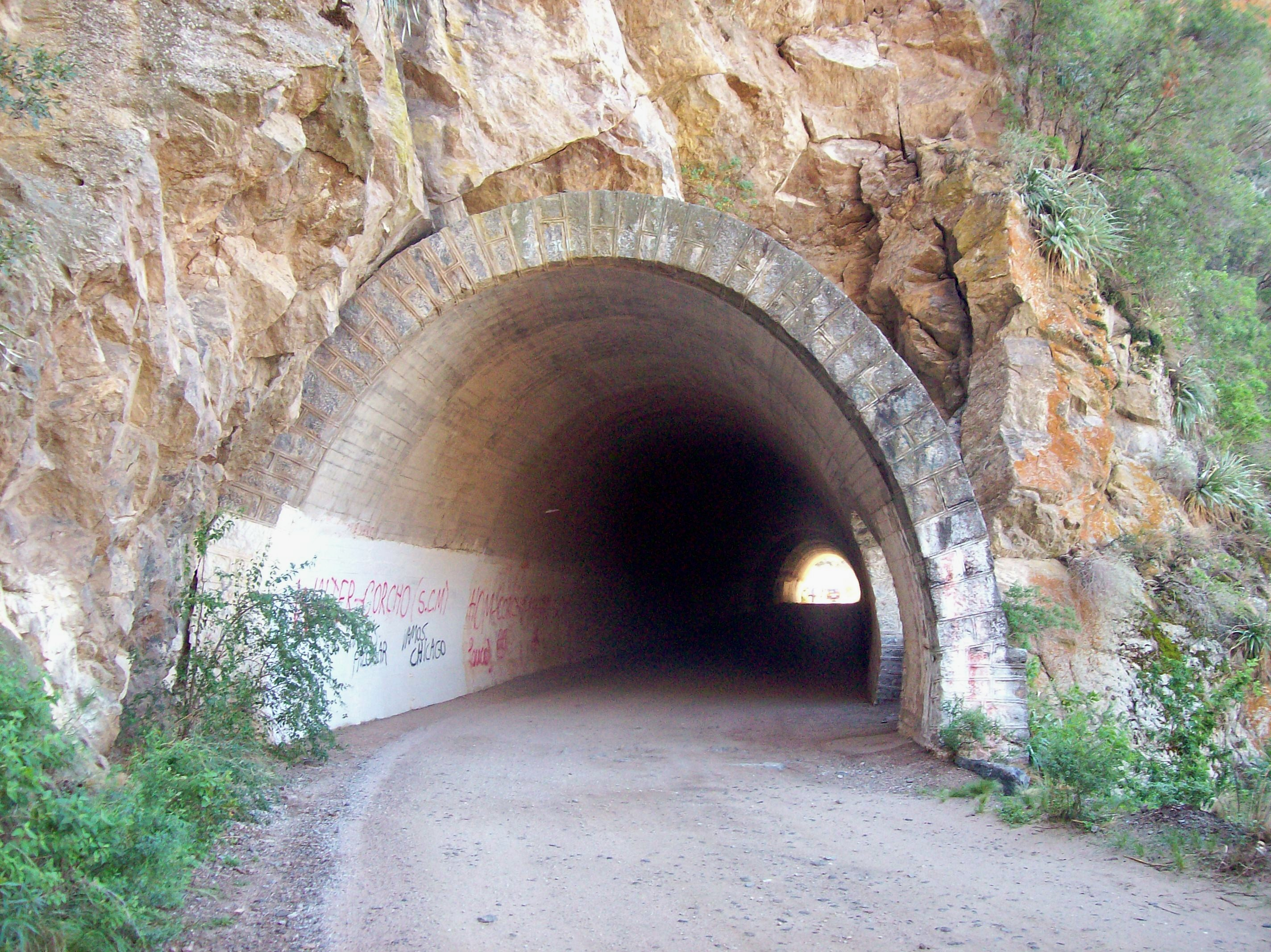
Uno de los Túneles de Taninga, construidos en la traza original de la Ruta Nacional 20 en 1930.

Originalmente, la Ruta Nacional 20 tenía un recorrido más recto (se puede observar en color verde, en el mapa adjunto). Su extensión era de 633 km desde la ciudad de Córdoba hasta Calingasta, pasando por los siguientes cascos de población::
- Provincia de Córdoba: Córdoba, Yocsina, Villa Carlos Paz, Tanti, Los Gigantes, Tala Cañada, Taninga, Las Palmas y Chancaní.
- Provincia de La Rioja: Chepes.
- Provincia de San Juan: Caucete, Santa Lucía, San Juan, Zonda y Calingasta.

En el año 2020, un proyecto de ley de las Cámaras de Senadores y Diputados de la República Argentina, sancionó un proyecto de ley, para que esta vía de comunicación, sea denominada Domingo Faustino Sarmiento en toda su extensión.
Hasta principios de 1978 (año en que se finaliza el asfaltado de la  RP E-55 ), era el único acceso asfaltado hacia y desde, el Valle de Punilla y Valle de San Javier.
Al oeste de Tanti el camino entra en las Sierras Grandes, pasando por el macizo Los Gigantes, extremo Norte de la Pampa de Achala.
En el extremo oeste de la Provincia de Córdoba se construyeron cinco túneles (los "Túneles de Taninga") en 1930, paralelos a la profunda Quebrada de la Mermela. Esto llevaba a la ruta, a ingresar en una de las regiones más inhóspitas de la provincia, y que actualmente, da cabida la Reserva Natural Chancaní y el parque nacional Traslasierra, para adentrarse en los Llanos Riojanos.
El tramo de montaña entre San Juan y Calingasta, construido en once meses en 1927, tenía la particularidad de poseer un solo carril, por lo que había horarios para subir y para bajar. Recién en 2007 comenzaron los trabajos de ensanche para que la ruta tenga dos carriles para ascender y descender la cuesta.
Al cambiar el recorrido de la Ruta Nacional 20 por el actual, la calzada de la traza original se repartió entre otras rutas, algunas nacionales y otras provinciales. De este a oeste, las nuevas rutas son: desde Yocsina al acceso a Tanti: Ruta Nacional 38; desde ese punto hasta el límite interprovincial Córdoba - La Rioja: Ruta Provincial 28; desde ese punto hasta la Ruta Nacional 79: Ruta Provincial 20; desde ese punto hasta las cercanías de Caucete: Ruta Nacional 141; al oeste de San Juan: Ruta Provincial 12.
En el año 2002 el tramo de la última ruta mencionada entre Pachaco y Calingasta pasó a jurisdicción nacional, cambiando su denominación por Ruta Nacional 149.